# Partit Democràtic "Saimnieks"
Partit Democràtic "Saimnieks" (letó Demokrātiskā partija "Saimnieks") fou un partit polític de Letònia d'orientació de centreesquerra, que fou el més votat a les eleccions legislatives letones de 1995, a les que va obtenir 18 escons, liderat per Ziedonis Čevers. Participà en els governs d'Andris Šķēle i Guntars Krasts, rebent carteres ministerials els seus membres Ilga Kreituse i Alfreds Čepānis fins al 1997. A les eleccions de 1998 va perdre tota la seva representació parlamentària i es transformà en Partit Demòcrata de Letònia (Latvijas Demokrātiskā Partija), dirigit per Andris Ameriks, amb el que es presentà a les eleccions municipals de 2001 a l'ajuntament de Riga. Més tard el partit es va dissoldre i Ameriks va ingressar al Partit Letònia Primer.

## Resultats electorals
| Any  | Vots                  | %                     | Escons                | +/-                   |
| ---- | --------------------- | --------------------- | --------------------- | --------------------- |
| 1995 | 144,758               | 15.22                 | 18 / 100              | Nou                   |
| 1998 | 15,410                | 1.61                  | 0 / 100               | 18                    |
| 2002 | No s'hi van presentar | No s'hi van presentar | No s'hi van presentar | No s'hi van presentar |